# てるづき (護衛艦)
てるづき（英語: JDS Teruzuki, DD-162 / ASU-7012 / TV-3504）は、海上自衛隊の護衛艦。あきづき型護衛艦 (初代)の2番艦。艦名は「照りかがやく月」に由来し、この名を受け継ぐ日本の艦艇としては、秋月型駆逐艦2番艦「照月」に続き2代目に当たる。

## 艦歴

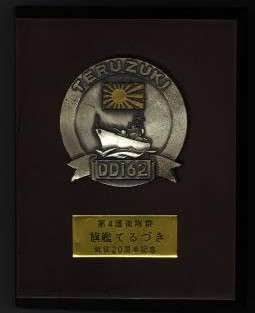
第4護衛隊群
旗艦てるづき
就役20周年記念盾

「てるづき」は、日本国とアメリカ合衆国との間の相互防衛援助協定に基づく米国域外調達（OSP、供与先国調達）によるアメリカ合衆国側の1957年度予算計画艦として新三菱重工業神戸造船所で1958年8月15日に起工され、1959年6月24日に進水、1960年2月29日にアメリカ海軍籍艦「DD-961」として就役の後、海上自衛隊に供与され横須賀地方隊に編入された。
1961年9月1日、自衛艦隊隷下に護衛艦隊が新編され、護衛艦隊の初代旗艦となる。
1962年6月8日から第6回遠洋練習航海（オーストラリア方面）に参加。
1963年3月30日、浦賀水道で貨物船と衝突。右舷後部を損傷し乗員5名が死亡する事故が起きている。詳細は「#衝突事故」を参照。
1963年7月19日から第7回遠洋練習航海（ヨーロッパ方面）に参加。
1963年12月3日、護衛艦隊旗艦の任を護衛艦「あきづき」に譲る。
1964年7月17日から第8回遠洋練習航海（北米・カナダ方面）に参加。
1964年12月10日、第1護衛隊群に旗艦として編入。
1965年6月11日から第9回遠洋練習航海（中南米方面）に参加。
1967年6月26日から第11回遠洋練習航海（北米・カナダ方面）に参加。
1968年5月、艦尾の爆雷投下軌条、爆雷投射機が撤去され、VDS（可変深度ソナー）が装備された。
1969年7月1日から第13回遠洋練習航海（オーストラリア方面）に参加。
1971年2月1日、護衛艦隊隷下に第4護衛隊群が新編され旗艦として編入。
1974年7月1日からグアム島方面航海実習に参加。
1976年6月26日からグアム島方面航海実習に参加。翌月、グアム島アプラ港で行われたアメリカ建国200周年記念式典に参加。
1976年9月からMk.108 対潜迫撃砲、ヘッジホッグ、Mk.2短魚雷落射機を撤去し、71式ボフォース・ロケット発射機及び3連装短魚雷発射管を装備する改装工事を住友重機械工業浦賀造船所において施され、1977年1月31日に完工した。
1984年3月30日、第3護衛隊群に直轄艦として編入され、定係港が舞鶴に転籍。
1986年3月27日、特務艦に種別変更され、艦籍番号がASU-7012に変更。舞鶴地方隊に直轄艦として編入。その際、53cm4連装魚雷発射管及びVDSが撤去された。
1987年7月1日、練習艦に種別変更され、艦籍番号がTV-3504に変更。練習艦隊第1練習隊に編入され、定係港が呉に転籍。
1991年6月20日、再び特務艦に種別変更され、第1潜水隊群に直轄艦として編入。
1993年9月27日、除籍。
翌1994年6月から呉の警固屋船渠で標的艦に艤装され、同年7月14日、八戸沖で航空自衛隊機が発射した対艦ミサイルの標的として撃沈された。

### 歴代艦長
| 代 | 氏名     | 在任期間           | 出身校・期         | 前職       | 後職                                                   | 備考                      |
| -- | -------- | ------------------ | ------------------ | ---------- | ------------------------------------------------------ | ------------------------- |
|    | 鈴木友一 |                    | 東京高等商船       |            | 横須賀地方総監部付 →1963.3.16 自衛隊千葉地方協力本部長 |                           |
|    | 磯辺秀雄 |                    | 海兵68期           |            |                                                        | 桐(松型駆逐艦) 復員事務官 |
|    |          |                    |                    |            |                                                        |                           |
|    | 岡島襄三 | 1976.4.5-1977.7.10 | 海保大1期・4期幹候 | ちはや艦長 | 第3海上訓練指導隊副長 兼 指導部長                      |                           |
|    | 内海 久  | 1977.7.11-         | 海保大1期・4期幹候 |            | ひえい艦長                                             |                           |

## 衝突事故
1963年3月30日午前3時45分頃、伊豆大島沖での海難救助訓練を終え帰投中の「てるづき」は第二海堡の北西約4kmで、兵庫県神戸市の新日本汽船所属の貨物船「賀茂春丸」2,350トン(乗員46名)と衝突事故をおこした。
「てるづき」の右後部に「賀茂春丸」の舳先が食い込む形で衝突し、4～5mに渡って「てるづき」の船体がえぐられた。衝突箇所にあたる第八居住区で就寝していた5名が死亡、他に23名が重軽傷を負った。
衝突の原因は「賀茂春丸」の見張りが「てるづき」の尾灯を小型の漁船と勘違いして「小さい船だから尾灯の前を横切ればいい」と思い込んだもので、衝突直前になって巨大な護衛艦だと気づいて回避行動を起こしたが間に合わなかった。